# شبر الموسوي
السيد شبر بن علي بن كاظم الموسوي البحراني (ت. 1337 هـ). هو رجل دين شيعي إيراني من أصول بحرانية حيث هاجر أجداده منها إلى لنگه، وحسبما يستظهر فإن والده علي بن كاظم هو أول من هاجر من أجداده إلى لنگه مرافقاً لأخيه عبد القاهر بن كاظم؛ حيث ذكر رجل الدين والمؤرخ علي البلادي في أنوار البدرين أن عبد القاهر بن كاظم الموسوي الذي ينتمي لقرية توبلي قد انتقل من البحرين إلى القطيف، وسكن بها فترة، ومنها إلى مسقط، وانتهى به المطاف للاستقرار بلنگه. فلعلَّ والده علي بن كاظم قد رافق عمه عبد القاهر بن كاظم في هجرته.
كانت ولادته ونشأته بمدينة لنگه، وقد صار فيما بعد من كبار فقهاء الشيعة بهذه المدينة، وقد قام بمجابهة قادة الإنكليز في وقت تواجدهم بالديار الإيرانية، مما دفعهم إلى ترحيله إلى دبي بعد حياة نشطة وتوفي في دبي سنة 1337 هـ / 1918 م.

### الكتب
- تاريخ لنجة. حسين بن علي بن أحمد الوحيدي الخنجي، طبع دبي - الإمارات العربية المتحدة، 1988 م، منشورات دار الأمة للنشر والتوزيع.
- أنوار البدرين في تراجم علماء القطيف والأحساء والبحرين. علي البلادي، طبع النجف - العراق، عام 1377 هـ، منشورات مطبعة النعمان.

### إشارات مرجعية
1. ↑  
البلادي، علي. أنوار البدرين ومطلع النيرين في تراجم علماء القطيف والأحساء والبحرين. ص. 248. مؤرشف من الأصل في 2019-12-09.
2. ↑  ســنــوات الــجــريــش » أرشيف المدونة » البحارنه في لنجة (مع الصور) نسخة محفوظة 18 أبريل 2015 على موقع واي باك مشين.